# Patía
Patía és un municipi colombià ubicat al departament de Cauca. La capital del municipi és El Bordo.

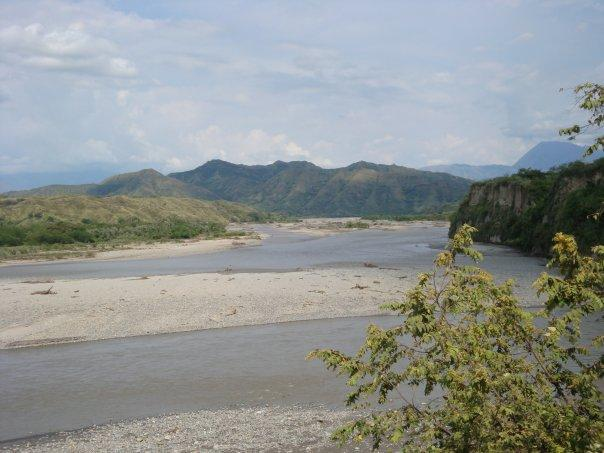
Vall del Patía

Entre les principals atraccions turístiques de la regió es troben Piedra Sentada; el Parador Patía; el cerro de Lerma i el riu Patía que discorre per la vall del mateix nom.
El Patía està ubicat sobre la carretera panamericana, a aproximadament 82 quilòmetres al sud de Popayán.

## Geografia
- Extensió total: 641.009 km²
- Altitud 910 m.
- Temperatura mitjana: 22 °C